# Ötigheim
Ötigheim is een plaats in de Duitse deelstaat Baden-Württemberg, en maakt deel uit van het Landkreis Rastatt.
Ötigheim telt 4.971 inwoners.
Au am Rhein · Bietigheim · Bischweier · Bühl · Bühlertal · Durmersheim · Elchesheim-Illingen · Forbach · Gaggenau · Gernsbach · Hügelsheim · Iffezheim · Kuppenheim · Lichtenau · Loffenau · Muggensturm · Ötigheim · Ottersweier · Rastatt · Rheinmünster · Sinzheim · Steinmauern · Weisenbach